# Rì Sec
Rì Sec o anche rio Secco è il più importante immissario del piccolo lago di Tenno. Ha due affluenti, il primo è il rio Ruza, che attraversa Ballino, ed il secondo è il rio Freddo o rio Acquafredda.

## Descrizione
Nasce dalle pendici orientali del Dos de la Torta (2.156 m s.l.m.) nel gruppo montuoso delle Pichee sopra il paese di Ballino e scorre prima in direzione est fino alla confluenza con il rio Ruza a sud di Ballino per poi proseguire in direzione sud nel solco vallivo fra il monte Tofino a ovest e il monte Misone a est. In località Seghe riceve le acque del rio Freddo per immettersi poco dopo nel lago di Tenno. 
Il rio Secco passa soprattutto sotto terra a causa del terreno permeabile, a meno che non ci sia un più o meno grande periodo di pioggia. Il suo alveo risulta quindi secco per la maggior parte dell'anno, fenomeno da cui deriva il suo nome.